# Dasypolia mitis
Dasypolia mitis là một loài bướm đêm trong họ Noctuidae.